# I liga polska w hokeju na lodzie (1975/1976)
21. sezon I ligi polskiej w hokeju na lodzie rozegrany został na przełomie 1975 i 1976 roku. Był to 40 sezon rozgrywek o Mistrzostwo Polski w hokeju na lodzie. Mistrzem Polski został zespół Podhala Nowy Targ. Był to 8 tytuł mistrzowski w historii klubu.
Nagrodę „Złoty Kija” za sezon otrzymał Andrzej Tkacz (GKS Katowice).

## Tabela
| Lp. | Zespół             | M  | Pkt | W  | R | P  | G+  | G−  | +/− |
| --- | ------------------ | -- | --- | -- | - | -- | --- | --- | --- |
| 1   | Baildon Katowice   | 18 | 30  | 14 | 2 | 2  | 110 | 48  | +62 |
| 2   | ŁKS Łódź           | 18 | 22  | 10 | 2 | 6  | 85  | 51  | +34 |
| 3   | Podhale Nowy Targ  | 18 | 22  | 10 | 2 | 6  | 98  | 65  | +33 |
| 4   | Naprzód Janów      | 18 | 22  | 10 | 2 | 6  | 80  | 52  | +28 |
| 5   | GKS Katowice       | 18 | 20  | 10 | 0 | 8  | 82  | 58  | +24 |
| 6   | Polonia Bydgoszcz  | 18 | 17  | 7  | 3 | 8  | 56  | 72  | -16 |
| 7   | GKS Tychy          | 18 | 15  | 6  | 3 | 9  | 47  | 82  | -35 |
| 8   | Zagłębie Sosnowiec | 18 | 13  | 5  | 3 | 10 | 57  | 73  | -16 |
| 9   | Legia Warszawa     | 18 | 11  | 4  | 3 | 11 | 61  | 88  | -27 |
| 10  | KTH Krynica        | 18 | 8   | 4  | 0 | 14 | 62  | 149 | -87 |

## Grupa A
Po 18 meczach rundy zasadniczej nastąpił podział na grupę A i grupę B. Do grupy A awansowały cztery najlepsze zespoły rundy zasadniczej, które rozegrały między sobą po cztery mecze. Do tabeli grupy zaliczane były punkty wywalczone w bezpośrednich spotkań tych zespołów z rundy zasadniczej (po 6 meczów). Grupę mistrzowską składającą się z czterech turniejów finałowych rozgrywanych kolejno na lodowiskach w Janowie, Nowym Targu, Łodzi i Katowicach wygrało Podhale Nowy Targ, zdobywając swój ósmy tytuł mistrza Polski.

### Tabela
| Lp. | Zespół            | M  | Pkt | W  | R | P  | G+ | G− | +/− |
| --- | ----------------- | -- | --- | -- | - | -- | -- | -- | --- |
| 1   | Podhale Nowy Targ | 18 | 26  | 12 | 2 | 4  | 74 | 59 | +15 |
| 2   | Baildon Katowice  | 18 | 19  | 9  | 1 | 8  | 78 | 67 | +11 |
| 3   | Naprzód Janów     | 18 | 17  | 7  | 3 | 8  | 50 | 59 | -9  |
| 4   | ŁKS Łódź          | 18 | 10  | 4  | 2 | 12 | 46 | 63 | -17 |

      = Mistrz Polski

## Grupa B

### Tabela
| Lp. | Zespół             | M  | Pkt | W  | R | P  | G+  | G−  | +/− |
| --- | ------------------ | -- | --- | -- | - | -- | --- | --- | --- |
| 5   | GKS Katowice       | 30 | 42  | 21 | 0 | 9  | 137 | 88  | -49 |
| 6   | Polonia Bydgoszcz  | 30 | 25  | 11 | 3 | 16 | 94  | 130 | -36 |
| 7   | GKS Tychy          | 30 | 25  | 11 | 3 | 16 | 93  | 140 | -47 |
| 8   | Zagłębie Sosnowiec | 30 | 21  | 9  | 3 | 18 | 107 | 117 | -10 |

## Skład Mistrza Polski
Podhale Nowy Targ: Tadeusz Słowakiewicz, Stanisław Dąbrowski, Franciszek Klocek, Andrzej Iskrzycki, Andrzej Nowak, Kazimierz Zgierski, Andrzej Słowakiewicz, Andrzej Chowaniec, Bryniarski, Kudasik, Walenty Ziętara, Mieczysław Jaskierski, Stefan Chowaniec, Mrugała, Józef Słowakiewicz, Stanisław Klocek, Bogdan Dziubiński, Garbacz, Józef Batkiewicz, Andrzej Rokicki, Dariusz Sikora, Watychowicz

## Baraże
W barażach o miejsce w I lidze na kolejny sezony zagrały dwie ostatnie drużyny I ligi, Legia Warszawa i KTH Krynica, z zespołami, które zajęły drugie miejsce w Grupie Północnej i Południowej II ligi, Pomorzaninem Toruń i Unią Oświęcim:
- I termin – 15.III.1976[2][5]:
  - Unia Oświęcim – Legia Warszawa 4:7
  - Pomorzanin Toruń – KTH Krynica 7:2
- II termin – 18.III.1976[6]:
  - KTH Krynica – Legia Warszawa 6:7 (2:3, 3:2, 1:2)
  - Unia Oświęcim – Pomorzanin Toruń 2:5 (1:3, 1:1, 0:1)
- III termin – 29.III.1976[7][8]:
  - Pomorzanin Toruń – Unia Oświęcim 4:2
  - Legia Warszawa – KTH Krynica 5:3
- 05.IV.1976[9]:
  - Pomorzanin Toruń – Legia Warszawa 3:6 (1:4, 1:0, 1:2)
  - KTH Krynica – Unia Oświęcim 11:5 (2:0, 7:0, 2:5)

Tabela
| Msc. | Zespół           | M | Pkt | W | R | P | G + | G - | +/- |
| ---- | ---------------- | - | --- | - | - | - | --- | --- | --- |
| 1    | Legia Warszawa   | 6 | 12  | 6 | 0 | 0 | 35  | 23  | +12 |
| 2    | Pomorzanin Toruń | 6 | 8   | 4 | 0 | 2 | 25  | 17  | +8  |
| 3    | KTH Krynica      | 6 | 5   | 2 | 1 | 3 | 30  | 31  | -1  |
| 4    | Unia Oświęcim    | 6 | 1   | 0 | 1 | 0 | 21  | 40  | -19 |

- = awans do I ligi 1976/1977
- = relegacja do II ligi 1976/1977